# Charles R. Farnsley

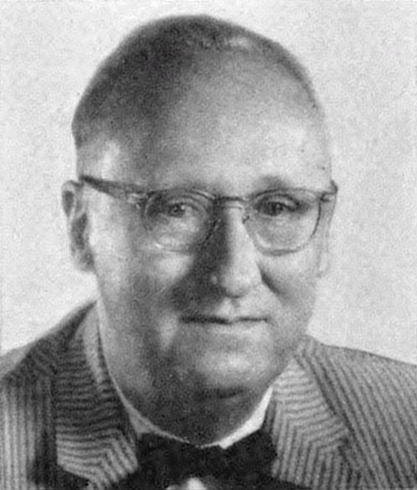
Charles R. Farnsley (1965)

Charles Rowland Peaslee Farnsley (* 28. März 1907 in Louisville, Kentucky; † 19. Juni 1990 ebenda) war ein US-amerikanischer Politiker. Zwischen 1965 und 1967 vertrat er den Bundesstaat Kentucky im US-Repräsentantenhaus.

## Werdegang
Charles Farnsley besuchte die Male High School in Louisville und studierte dann bis 1930 an der University of Louisville unter anderem Jura. Nach seiner im selben Jahr erfolgten Zulassung als Rechtsanwalt begann er in seiner Heimatstadt in diesem Beruf zu arbeiten. Gleichzeitig schlug er eine politische Laufbahn als Mitglied der Demokratischen Partei ein. Zwischen 1936 und 1940 war er Abgeordneter im Repräsentantenhaus von Kentucky. Von 1948 bis 1953 amtierte er als Bürgermeister von Louisville. Im Jahr 1952 war er Delegierter zur Democratic National Convention in Chicago, auf der Adlai Stevenson erstmals als Präsidentschaftskandidat nominiert wurde.
Bei den Kongresswahlen des Jahres 1964 wurde Farnsley im dritten Wahlbezirk von Kentucky in das US-Repräsentantenhaus in Washington, D.C. gewählt, wo er am 3. Januar 1965 die Nachfolge des Republikaners Gene Snyder antrat, den er bei der Wahl geschlagen hatte. Da er im Jahr 1966 auf eine erneute Kandidatur verzichtete, konnte Farnsley bis zum 3. Januar 1967 nur eine Legislaturperiode im Kongress absolvieren. Diese Zeit war von den Diskussionen um den Vietnamkrieg und die Bürgerrechtsbewegung bestimmt.
Nach seiner Zeit im US-Repräsentantenhaus war Farnsley Verleger und Präsident der „Lost Cause Press“. Er starb am 19. Juni 1990 in seinem Geburtsort Louisville an der Alzheimer-Krankheit.